# Le Silence des rizières
Pour plus de détails, voir Fiche technique et Distribution.
Le Silence des rizières est un documentaire français réalisé par Fleur Albert et sorti en 2006.

## Fiche technique[1]
- Titre : Le Silence des rizières
- Réalisation : Fleur Albert
- Scénario : Fleur Albert
- Photographie : Stéphane Patti et Nara Keo Kosal
- Son : Stéphane Jourdain et Nicolas Zwarg
- Musique : Wim Mertens et Jeff Rian
- Montage : Christine Aya
- Production : La Huit - TV10 Angers
- Pays :  France
- Genre : documentaire
- Durée : 90 minutes
- Date de sortie : France - 25 janvier 2006